# Аталанка
Аталанка — село в Усть-Удинском районе Иркутской области.

## География
Село находится в 80 км от центра района по прямой. Стоит на реке Ангара.

## Население
| 2002 | 2010 | 2011 | 2012 | 2013 | 2014 | 2015 |
| ---- | ---- | ---- | ---- | ---- | ---- | ---- |
| 399  | ↘252 | ↘251 | ↘245 | ↘234 | ↘215 | ↘207 |
| 2016 | 2017 |      |      |      |      |      |
| ↘200 | ↘196 |      |      |      |      |      |

В этом селе провёл детство известный русский писатель Валентин Григорьевич Распутин.

## Власть
Село в административном плане относится к Аталанскому муниципальному образованию Усть-Удинского района Иркутской области.